# Sofia Velikaja
Sofia Aleksandrovna Velikaja (ryska: Софья Александровна Великая), född den 8 juni 1985 i Alma-Ata i Kazakiska SSR i Sovjetunionen (nu Almaty i Kazakstan), är en rysk fäktare som tog OS-silver i damernas sabel i samband med de olympiska fäktningstävlingarna 2012 i London. och 2016 i Rio de Janeiro. 